# Amphisbaena leeseri
Amphisbaena leeseri är en ödleart som beskrevs av  Carl Gans 1964. Amphisbaena leeseri ingår i släktet Amphisbaena och familjen Amphisbaenidae. Inga underarter finns listade i Catalogue of Life.